# Дитц, Стэнли
 Стэнли Дитц (англ. Stanley Deetz; род. 20 марта 1948 года) — профессор коммуникации в Колорадском университете в Боулдере, руководитель учебной программы по исследованиям мира и конфликта.

## Биография
Работал в Колорадском университете с 1997 г., до этого — в Университете Ратгерс, где в 1980-х гг. возглавлял кафедру.
- 1973 — диссертация «Эссе о герменевтике и исследованиях коммуникации», ун-т Огайо.
- 1984—1997 — доцент, профессор Ратгерского университета.
- 1994 — стипендиат Fulbright в Университете Гётеборга (Швеция).
- В 1996—1997 гг. — Президент Международной коммуникативной ассоциации.
- С 1997 — профессор Колорадского университета в Боулдере.
- В 1999 г. избран членом (fellow) Международной коммуникативной ассоциации.
- В 2004 г. получил награду Американской коммуникативной ассоциации за вклад в науку.
- 2005—2008 — директор Центра исследований конфликта, сотрудничества и креативного управления.

Также читал курсы в Университете Техаса (1982), Университете Аризоны (1989), Копенгагенской школе бизнеса (1998), Университете Айовы (1999).
Активный консультант и тренер для компаний в США и Европе. Редактор 8 крупных сборников. Автор более 100 статей в научных журналах и сборниках, посвященных проблемам репрезентации стейкхолдеров, принятию решений, культуре и коммуникации в корпоративных организациях. Выступал с лекциями в США и Европе.

## Научная деятельность
Работы Дитца посвящены вопросам управления и принятия решений в организациях и сообществах. Метацель исследований — углубление понимания различных организационных форм и усиление интереса к исследованию альтернативных коммуникативных практик, основанных на сотрудничестве. Подобные практики позволяют развивать демократию и более продуктивное сотрудничество между различными стейкхолдерами. С нормативной точки зрения, работы Дитца способствуют созданию структур управления, процессов принятия решений и коммуникативных практик, которые привели бы к более инклюзивным, коллаборативным (совместно принятым) и креативным решениям, большему удовлетворению от работы, а также принесли бы больше положительных последствий для общества. В целом, они — своеобразный ответ на возрастающую сложность и взаимозависимость в мире и во многом способствовали развитию коммуникационно-конструктивистского подхода к изучению организаций и воспроизводству организационных и личностных характеристик. 
В рамках критической теории Дитц выделил 4 подхода к принятию решений: 1) стратегия 2) согласие 3) включённость 4) участие.
Можно выделить несколько этапов творческого пути Дитца.

### 1970—1980-е гг.
В ранний период творчества Дитц занимался исследовательской методологией и европейской социальной философией коммуникации. В 1970-х гг., когда Дитц работал над диссертацией, в социальных науках господствовал позитивизм. В области исследований позитивизму соответствовал метод контролируемого эксперимента, который не позволял изучать интерактивные системы в сложном естественном окружении. Это привело Дитца к изучению других методов социальных наук. В этот период Дитц публикует работы по герменевтике и постструктурализму в исследованиях коммуникации, выступает редактором сборника по феноменологическому анализу, который приносит ему известность.
В 1980-х гг. Дитц стал одним из главных теоретиков критического герменевтического подхода к организационной культуре. В частности, он развивал метод анализа метафор (metaphor analysis), который до сих пор используется в изучении культуры организаций.
Вместе со своими студентами Дитц исследовал проблемы власти и репрезентации интересов в корпоративных организациях. В этот период Дитц работал в рамках феминистской теории, постструктуралистской теории и критической теории. Целью исследований было выявить конфликтующие процессы доминирования и демократии в современных организациях. В результате была создана новая область анализа организаций, лежащая на пересечении исследований коммуникации и менеджмента. Эмпирические исследования Дитца в этот период касались политических последствий коммуникационных технологий, а также возможностей и ограничений программ участия рабочих в управлении предприятием. В целом, эта работа была частью критических исследований управления и исследования дискурса в организациях. «Критические исследования управления» (CMS) как область исследований характеризуется критическим или радикальным отношением к современному обществу: эксплуатации, социальной несправедливости, асимметричным отношениям власти (на основании класса, гендера или должности), искаженной коммуникации (distorted communication) и неверного определения интересов в работе организации.

### 1990—2000 гг.
В 1992 г. выходит книга Дитца «Демократия в век корпоративной колонизации» (Democracy in an Age of Corporate Colonization), в которой подробно показано, как бизнес-организации колонизировали структуры значений (meanings structures) в обществе, подчинив себе другие социальные институты. Понятие колонизации, использованное Дитцем, перекликается с концепцией внутренней колонизации жизненного мира (internal colonization of the life-world) Юргена Хабермаса. Также в книге показаны последствия данного явления для демократии. Наша повседневная жизнь была «колонизирована» менеджерской этикой, которая коренным образом противоречит сути демократических принципов. После публикации этой работы Дитца стали активно приглашать с выступлениями в разных странах. Впоследствии были написаны еще две книги, развивающих идеи «Демократии…» «Трансформация коммуникации — трансформация бизнеса» (1995) и написанная в соавторстве с Мэтсом Элвессоном (Mats Alvesson) работа «Как делать исследование по критическому управлению» (2000).
Большая часть работы Дитца в 1990-е гг. и в начале 2000-х гг. была посвящена исследованиям на микроуровне. В частности, Дитц исследовал, как в процессах принятия решений проявляются открытость и доминирование. Дитц показал, как множество разнообразных форм дискурса, как внутри, как и вне организаций, формируют условия, в которых разговор в организациях создает организационное знание, направляет действия и конструирует особую организационную реальность.
В соавторстве с аспирантами Дитц пишет несколько работ об отношении общественного дискурса и конкретного разговора. Как отмечается в этих работах, крупные дискурсивные образования насквозь пересекают различные социальные ситуации и через интеракции стандартизируют формы высказываний, знания и бытия. В то же время дискурсивные образования на макроуровне могут считаться существующими только до тех пор, пока они воспроизводятся в языке и используемых индивидами источниках знания. Анализ конкретных процедур, стратегий, техник, с помощью которых индивиды и институты конструируют стабильные, связные и значимые образы реальности помогает увидеть, как дискурсивные образования артикулируются, обсуждаются и применяются в организации и достижении практических интересов и для воспроизводства стабильных, устоявшихся социальных ресурсов.
Значительная часть данной работы Дитца протекала в научных лабораториях, центрах генетических исследований и компаниях ИТ-сектора, которые можно отнести к знаниеёмким организациям (knowledge intensive organizations). Знание- и наукоёмкая промышленность стала важной частью экономики развитых стран мира. Традиционные концепции власти, управления и контроля сложно применять в знаниеёмких организациях, поскольку «рабочая сила» в них — это профессионалы, главное место в них занимает интеллектуальный капитал, а рабочие процессы трудно отслеживать. Поскольку такие компании во многом зависят от коллаборации, команд (teams) и участия работников в принятии решений, нормативные процессы контроля часто ослабляют конкурентоспособность и ответственность работников. Вместо этого, утверждает Дитц, исследование того, как работает дискурс, показывает, каким образом сокращаются реальные преимущества практик участия в работе организации, и позволяет выработать модели более эффективного обсуждения и репрезентации интересов в решениях организации.

### 2010-е
Дитц возвращался к изучению общих контекстов организации и активизма в организациях. По мере того как увеличилось количество форм коллаборации и причин для сотрудничества в организациях, исследователи столкнулись с их ограничениями. В это время им были разработаны:
- Глобальная программа в Мировом банке (World Bank), направленная на поддержку инновационных подходов к коммуникации для улучшения управления и отчётности в развивающихся странах.
- Совместный проект с командой исследователей в Новой Зеландии, цель которого — сравнительное исследование социальных и культурных проблем вокруг развития биотехнологий.
- Совместный проект с исследователями из Бразилии, посвящённый созданию новых форм корпоративного управления и построению взаимоотношений между компаниями и группами единомышленников (constituent groups).

## Достижения
Автор шести монографий и редактор нескольких сборников статей, автор более 100 научных статей и глав учебников, более 200 докладов на конференциях, включая более 20 пленарных докладов на крупных конференциях, 80 публичных лекций в 62 университетах в 15 странах мира. Две книги Дитца были отмечены премиями Американской коммуникативной ассоциации.